# Dobsonia minor
Dobsonia minor é uma espécie de morcego da família Pteropodidae. Pode ser encontrada em Papua-Nova Guiné e Indonésia.